# Rosa 'Cubana'
'Cubana' (el nombre de la obtención registrada de 'Korpatetof'® ), es un cultivar de rosa que fue conseguido en Alemania en 2001 por los rosalistas alemanes W. Kordes & Sons.

## Descripción
'Cubana' es una rosa moderna cultivar del grupo Híbrido de té.
El cultivar procede del cruce de semillas de 'Immensee' (Kordes 1982) x 'Spek's Centennial'.
Las formas arbustivas del cultivar tienen porte erguido y alcanza de 50 cm de alto. Las hojas son de color verde oscuro y semibrillante.
Sus delicadas flores de color mezcla de albaricoques, el color albaricoque se diluye hacia los bordes, con los bordes de los pétalos rosados. Sin fragancia. Rosa de diámetro medio de 2". La flor con forma amplia, doble de 17 a 25 pétalos. En pequeños grupos, capullos altos centrados, floración en forma de copa. 
Florece en oleadas a lo largo de la temporada. Primavera o verano son las épocas de máxima floración, si se le hacen podas más tarde tiene después floraciones dispersas.

## Origen
El cultivar fue desarrollado en Alemania por el prolífico rosalista alemán W. Kordes & Sons, en 2001. 'Cubana' es una rosa híbrida diploide con ascendentes parentales de semillas de 'Immensee' (Kordes 1982) x 'Spek's Centennial'.
La obtención fue registrada bajo el nombre cultivar de 'Korpatetof'® por W. Kordes & Sons en 2001 y se le dio el nombre comercial de exhibición 'Cubana'™.
También se le reconoce por los sinónimos de 'Korpatetof', y 'Merry Maker'.
La rosa fue conseguida por W. Kordes & Sons en Alemania antes de 2001. 
- La rosa 'Cubana' fue introducida en Canadá por "Palatine Roses" en 2007 como 'Cubana'.
- La rosa fue introducida en Australia por "Treloar Roses Pty Ltd" en 2009 como 'Merry Maker'.[1]

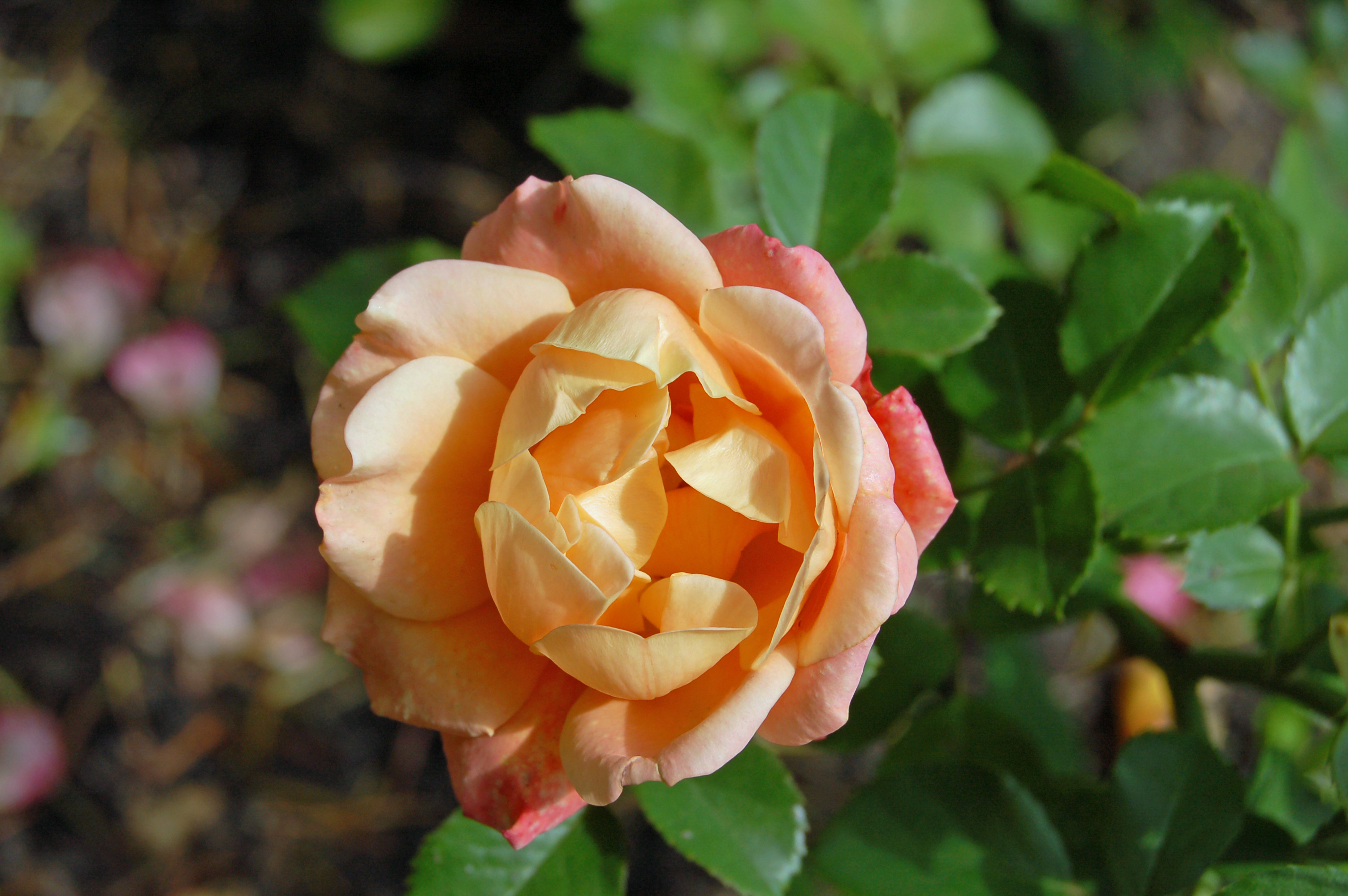
'Cubana'
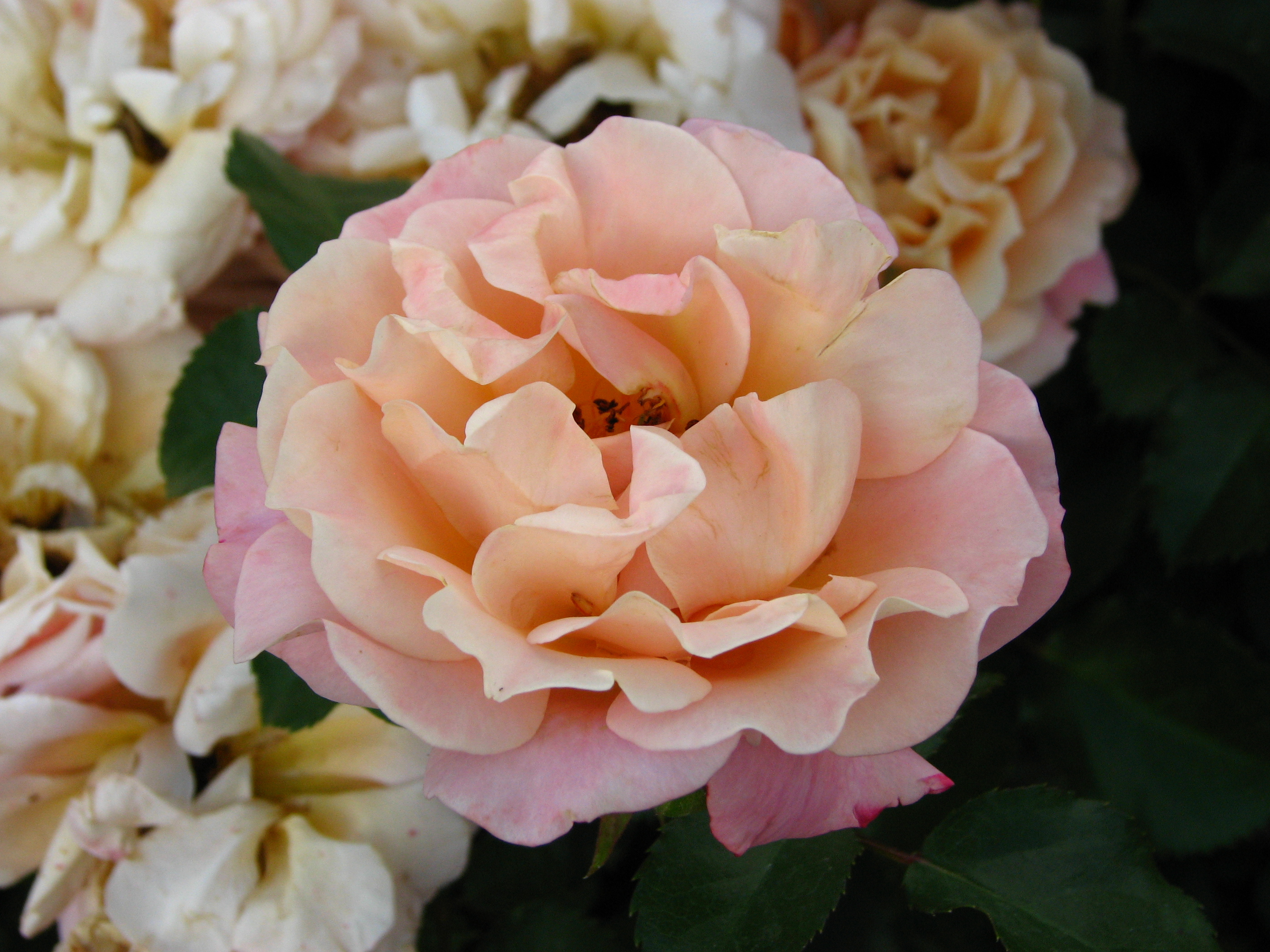
'Cubana'
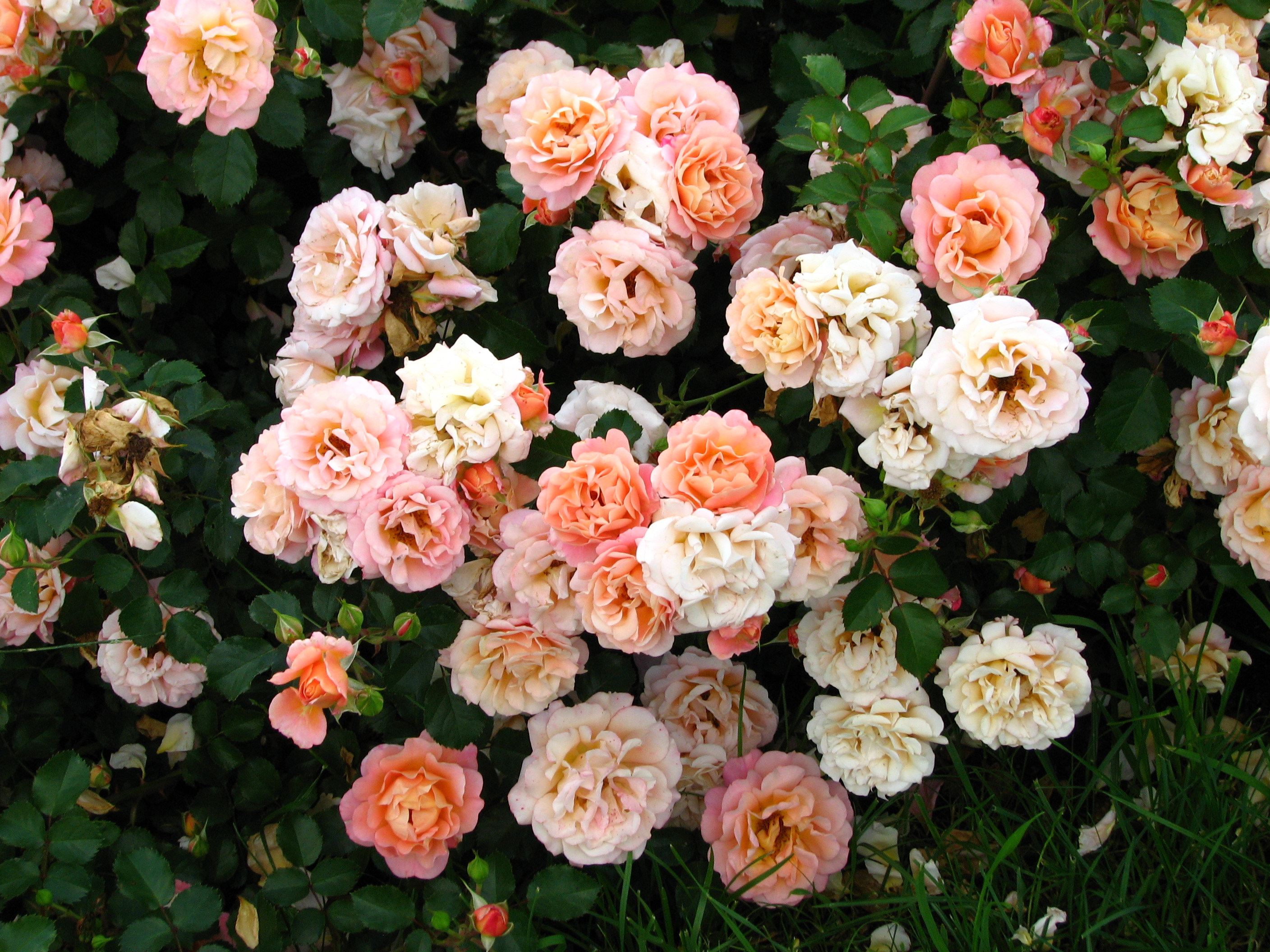
'Cubana'
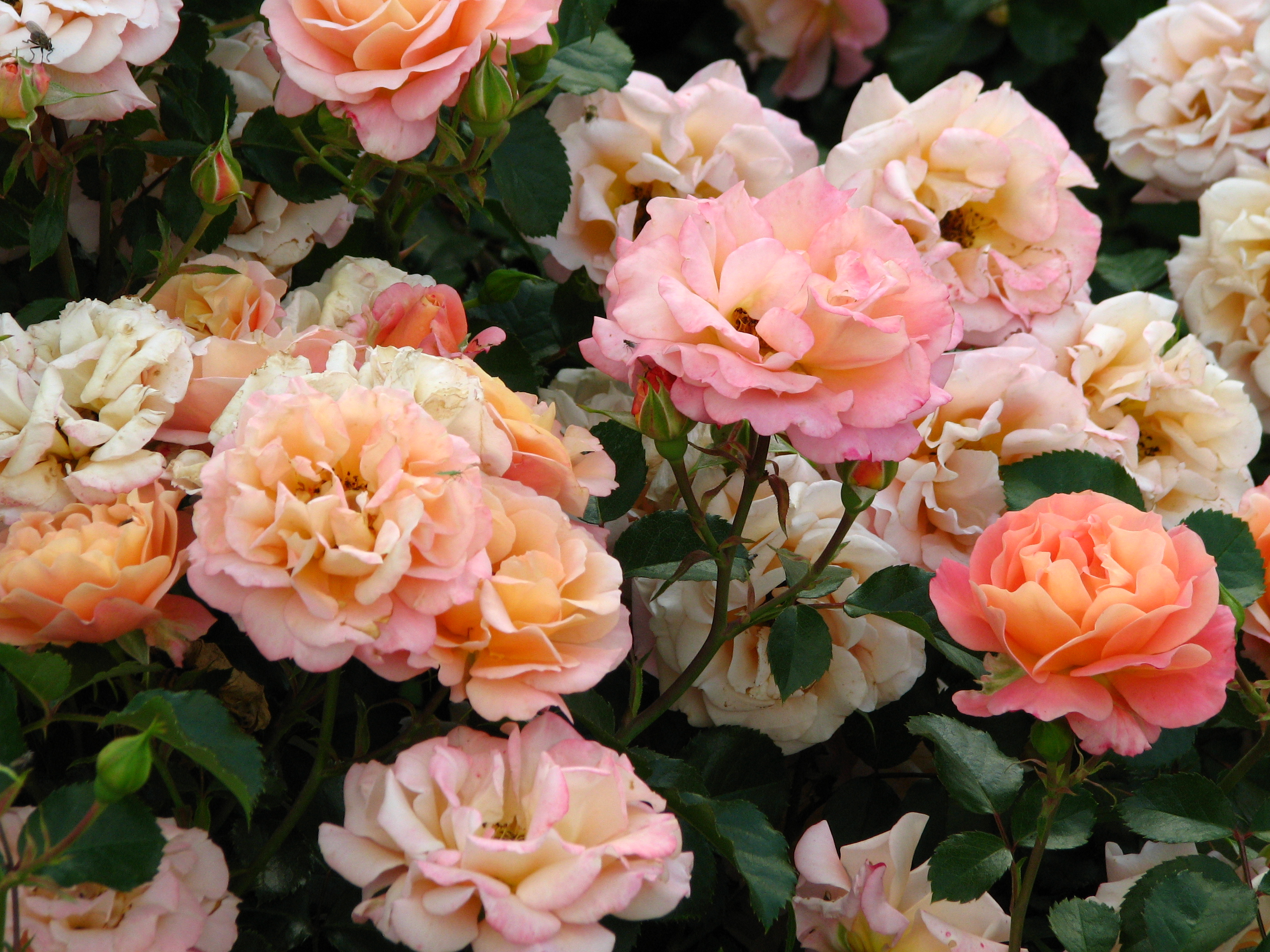
'Cubana'

## Premios y galardones
- Bagatelle Certificat de Mérite 2007
- Australian Bronze Medal 20085

## Cultivo
Aunque las plantas están generalmente libres de enfermedades, es posible que sufran de punto negro en climas más húmedos o en situaciones donde la circulación de aire es limitada.
Las plantas toleran la sombra, a pesar de que se desarrollan mejor a pleno sol. En América del Norte son capaces de ser cultivadas en USDA Hardiness Zones 6b a 9b. La resistencia y la popularidad de la variedad han visto generalizado su uso en cultivos en todo el mundo.
Puede ser utilizado para las flores cortadas, jardín o columnas. Vigorosa. En la poda de Primavera es conveniente retirar las cañas viejas y madera muerta o enferma y recortar cañas que se cruzan. En climas más cálidos, recortar las cañas que quedan en alrededor de un tercio. En las zonas más frías, probablemente hay que podar un poco más que eso. Requiere protección contra la congelación de las heladas invernales.